# Isabel Zuleta López
Isabel Zuleta López   (Ituango, 12 d'abril de 1982) és una activista ambientalista, feminista i defensora dels drets humans colombiana. Va ser directora del Moviment Ríos Vivos del departament d'Antioquia i és coneguda pel seu treball com a líder social en comunitats d'Ituango oposades al projecte de la hidroelèctrica Hidroituango. El 2021 va rebre l'aval del partit polític Colòmbia Humana per a participar de la coalició Pacto Històrico, per la qual va ser elegida com a senadora de la República de Colòmbia a les eleccions legislatives de 2022.

## Biografia

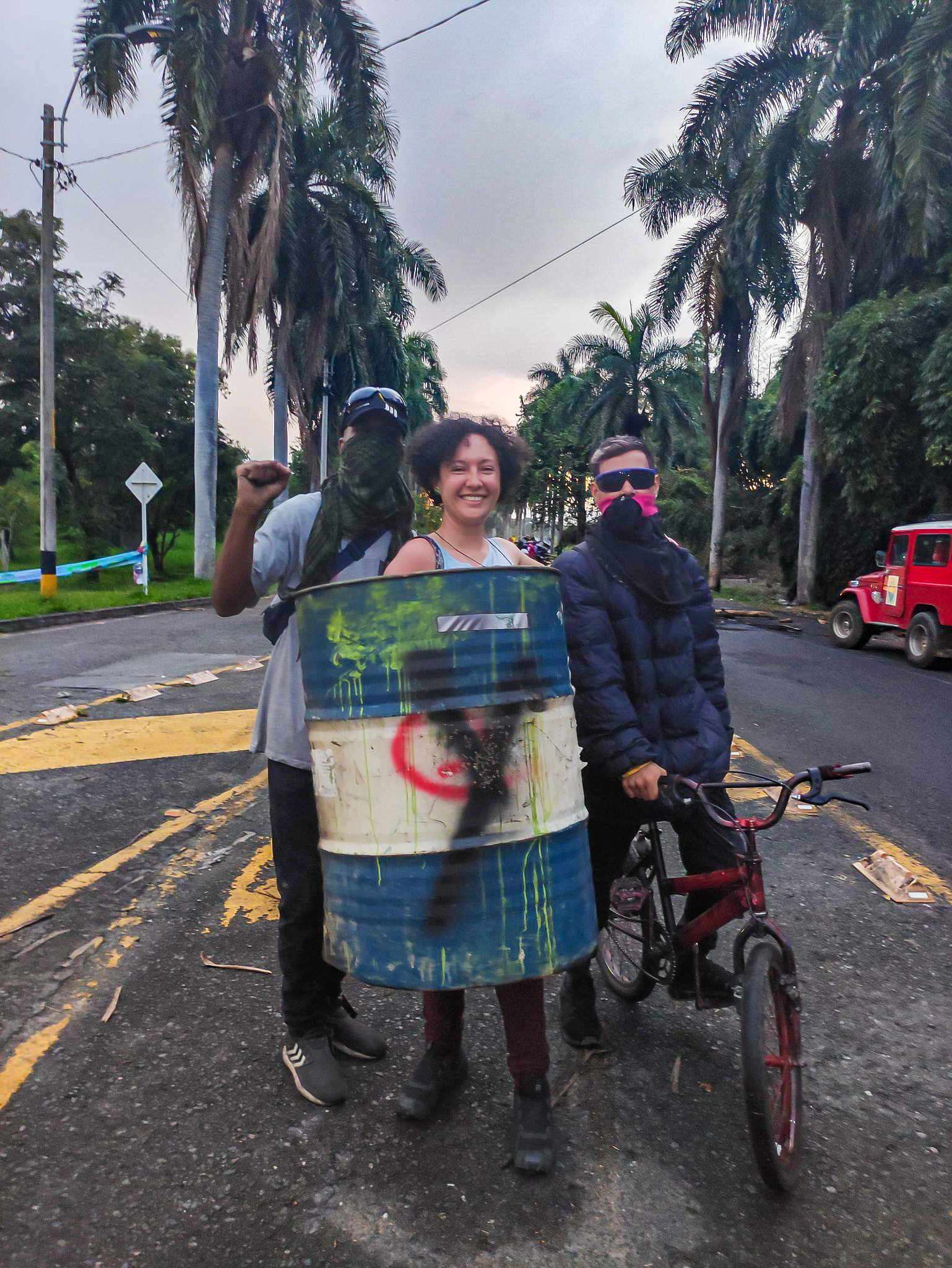
Zuleta participant en les protestes a Colòmbia de 2021

Zuleta va viure a Ituango fins als 14 anys quan va haver de marxar desplaçada del seu poble després de rebre amenaces de grups paramilitars. Va cursar estudis de Sociologia i Història a la Universitat d'Antioquia, on va començar a militar en grups comunitaris de dones víctimes del conflicte armat colombià.
El 2008, diverses persones i organitzacions locals van assabentar-se del projecte d'Empresas Públicas de Medellín de construir al seu municipi la hidroelèctrica més gran del país. Aquestes persones es van oposar al megaprojecte ja que consideraven que comportaria conseqüències negatives en matèria ambiental i social, i es van organitzar per a impedir la construcció de la presa d'aigua. Zuleta es va vincular a aquest procés quan estava estudiant a la Universitat d'Antioquia. Des de llavors ha treballat amb les comunitats de la regió de la Mojana, el Cauca i el Cañón del Baix Cauca.
Amnistia Internacional ha reconegut Zulueta com una de les persones símbol del poder femení en la defensa del riu Cauca. Per motiu de la seva militància a favor del desmantellament de l'obra d'Hidroituango, Zuleta ha estat víctima de seguiment, intervencions de les seves comunicacions, amenaces contra la seva vida i criminalització a raó de les seves denúncies públiques contra la militarització de la zona d'influència del megaprojecte. Algunes d'aquestes amenaces provenen directament de grups paramilitars. Alguns integrants i líders del Moviment Ríos Vivos han estat assassinats des de l'inici del projecte d'Hidroituango.